# Jacques Decornoy
 (octobre 2011).
Si vous disposez d'ouvrages ou d'articles de référence ou si vous connaissez des sites web de qualité traitant du thème abordé ici, merci de compléter l'article en donnant les références utiles à sa vérifiabilité et en les liant à la section « Notes et références ».
Jacques Decornoy est un journaliste français né le 6 juillet 1937 à Orléans et mort le 16 décembre 1996 dans le 10e arrondissement de Paris.

## Biographie
Après des études à l'Institut des sciences politiques de Paris et à l'École nationale d'administration, ce spécialiste du Viêt Nam et de l'Asie du Sud-Est travailla pour Le Monde à partir de 1964. Il y fut d'abord rédacteur au service étranger, chargé de l'Asie du Sud-Est, puis chef de la rubrique Asie, avant de prendre la tête du service étranger. Il quitta le quotidien en octobre 1983, pour devenir rédacteur en chef chargé de la politique étrangère à TF1. Il sera ensuite coordinateur des magazines d'information de TF1. En novembre 1987, il devint journaliste au mensuel Le Monde diplomatique.

## Publications
- L'Asie du Sud-Est, éd. Castermann, 1967
- Péril jaune, peur blanche, 1971